# Піляшкув (Мазовецьке воєводство)
Піляшкув (пол. Pilaszków) — село в Польщі, у гміні Ожарув-Мазовецький Варшавського-Західного повіту Мазовецького воєводства.
Населення — 265 осіб (2011).
У 1975-1998 роках село належало до Варшавського воєводства.

## Демографія
Демографічна структура станом на 31 березня 2011 року:
|          | Загалом | Допрацездатний вік | Працездатний вік | Постпрацездатний вік |
| -------- | ------- | ------------------ | ---------------- | -------------------- |
| Чоловіки | 119     | 26                 | 65               | 28                   |
| Жінки    | 146     | 10                 | 54               | 82                   |
| Разом    | 265     | 36                 | 119              | 110                  |